# El galán Castrucho
El galán Castrucho (o El rufián Castrucho, que es como lo denominó su autor en El peregrino en su patria) es una comedia de enredo escrita por Lope de Vega en torno a 1598, no publicada hasta 1614. La acción está situada en la estancia del ejército del emperador Carlos I de España y V de Alemania en Roma, durante el llamado saco de Roma en 1527.

## Características y cronología
Se aprecia en esta comedia cierta influencia del Miles gloriosus o Soldado fanfarrón del romano Plauto y aparecen en ella los personajes de un rufián disoluto (Castrucho), que vive del juego y de explotar entre los soldados los encantos de su manceba (Fortuna), y también de una astuta alcahueta (Teodora), así como diversos tipos bien escogidos de la soldadesca española de los Tercios (un capitán, un alférez y un sargento), delineados con vigorosos contornos. Dos damas, una española y otra milanesa, deshonradas por el sargento y el alférez, se disfrazan de hombres para impedirlo. Hay reminiscencias de La Celestina, de la comedia Soldadesca de Bartolomé Torres Naharro y de La lozana andaluza de Francisco Delicado.
Pertenece a la primera época de Lope de Vega y aparece citada en 1604 en su novela bizantina El peregrino en su patria, aunque solo se publicó en la Parte IV (1614) de sus comedias. Por eso se sabe que la compañía que la representó fue la de Gaspar de Porres. Los hispanistas estadounidenses Sylvanus Griswold Morley y Courtney Bruerton la fecharon hacia 1598, y probablemente es anterior, ya que se trata de una comedia muy escabrosa y las comedias fueron prohibidas en ese año y restablecidas con mucha mayor censura en 1599. Marcelino Menéndez Pelayo la denomina "comedia de (malas) costumbres" y Joan Oleza Simó le otorga sitio en un género nuevo: la comedia de pícaros lopesca, al que pertenecerían además El caballero de Illescas, El caballero del milagro y El anzuelo de Fenisa.

## Personajes
- Belardo: es un soldado y criado de Héctor.
- Beltranico: es en realidad una dama milanesa, Lucrecia, que finge ser un soldado que busca a su amo, Don Jorge. Se convierte en criado de Castrucho.
- Camilo: es el criado del alférez, Don Jorge.
- Castrucho: es el protagonista de la obra, hermano de Teodora y tío postizo de Fortuna.
- Don Álvaro: es un sargento.
- Don Héctor: es el capitán.
- Don Jorge: es el alférez.
- Don Rodrigo: es el maese de campo.
- Escobarillo: es el criado de Castrucho. Esconde que es una dama, Brisena.
- Fortuna: es la meretriz en torno a la que gira la obra. Adoptada por Teodora como hija y sobrina del protagonista, Castrucho.
- General del Ejército.
- Guzmán: es un soldado.
- Mendoza: es un soldado.
- Paje del General.
- Pradelo: es un soldado, criado de Don Héctor.
- Teodora: es una vieja alcahueta, hermana de Castrucho, que adopta a Fortuna como hija.

Además, hay otros personajes sin texto: Acompañamiento y Soldados.

## Resumen

### Acto primero
La obra comienza con una escena en la que hablan Don Álvaro, sargento, y Don Jorge, alférez. El primero le confiesa al segundo que está enamorado de una sevillana, Fortuna, a la que ha conocido en una quinta. Ella le ha pedido a Don Álvaro que le regale un traje a su gusto, además de la vestimenta completa de soldado para disfrazarse. Don Álvaro no tiene dinero (lo ha perdido todo en el juego) y por ello pide ayuda a Don Jorge, que es quien finalmente proporciona estos regalos. Más adelante será el criado del alférez, Camilo, quien le lleve los vestidos a Fortuna.
Tras salir el sargento de escena, entra Don Héctor, el capitán, con dos soldados, Belardo y Pradelo. Al igual que Don Álvaro, el capitán ha perdido dinero jugando. Con el fin de contentarlo Don Jorge le propone ir a ver a unas prostitutas, y hablan sobre diferentes mujeres con las que estuvieron anteriormente.
A cargo de Fortuna está Teodora, una vieja alcahueta que dispone las citas de su hija adoptiva. Fortuna está atada a Castrucho, que le prometió que se casaría con ella y la trajo hasta Italia, pero no cumple con su palabra, y Teodora le reprocha que siga con Castrucho, puesto que es un hombre violento y manipulador. La vieja la incita a tratar de conquistar a alguno de los soldados españoles con su gran belleza para sacar beneficio de ellos.
Camilo va a la casa de Fortuna y le da los regalos a Teodora. Se va de la lengua al decir que son de Don Jorge, cosa que interesa a la vieja, que ve en el alférez una oportunidad de la que aprovecharse. Interroga al criado sobre su amo y este le habla de sus riquezas. A Camilo le interesa volver a ver a Fortuna, atraído por su belleza, pero, sin embargo, quien muestra interés hacia él es Teodora, que se le insinúa sexualmente. Gracias a que Fortuna interviene, terminan las insinuaciones de la vieja y Camilo se va.
Posteriormente entra a la casa Castrucho, hermano de Teodora y rufián de la obra, enfadado porque ha perdido al juego. Le exige con violencia a Fortuna que le dé todo el dinero o cosas de valor que tenga para poder volver a jugar. Se genera mucho ruido porque los personajes discuten a causa de esto y Don Héctor y Don Jorge entran en la casa para ver qué ocurre. Para conseguir que Castrucho se vaya, el alférez le da una cadena. El capitán se ofrece a proteger a Fortuna, y Teodora aprovecha para explicarle la situación en la que viven. Surge la posibilidad de deshacerse de Castrucho gracias a los soldados, que Teodora quiere utilizar en su beneficio. Les explica que Castrucho es un ladrón y un violento que solo quiere aprovecharse de Fortuna, frente a ella, que la salvó, puesto que la adoptó como hija suya tras la muerte de su verdadera madre. Teodora les pide que maten a Castrucho, y ellos le prometen hacerlo. Entonces Escobarillo, criado de Castrucho, anuncia la llegada de Don Álvaro y los tres militares mantienen una discusión porque todos ellos quieren el amor de Fortuna. El capitán y el alférez fingen cederle la dama a Don Álvaro, pero a sus espaldas planean quitársela.
Escobarillo, ya en la calle, avisa a Castrucho de los planes que tienen los españoles con respecto a su persona. El rufián se enfada, amenaza con matarlos a todos y se esconde para espiarlos. Don Álvaro y Fortuna entran a escena y comienzan a discutir, pero pronto aparece Don Jorge, junto a un par de soldados, y le quita a la dama por la fuerza: lo sacan de escena a cuchilladas. Don Héctor, a su vez, repite la acción del alférez. Fortuna se queda a solas con Castrucho, que estaba observando toda la escena desde su escondite, y finge haber sido él quien ha derrotado a los otros tres, por lo que la vuelve a llevar a la casa.

### Acto segundo
Castrucho y Escobarillo hablan sobre la confusión en la que están Don Álvaro, Don Jorge y Don Héctor: cada uno de ellos cree que Fortuna está con otro de los militares españoles, puesto que no han visto la historia completa, como sí hizo el rufián. Castrucho le cuenta a su criado que tiene la intención de conseguir el favor de Don Rodrigo, maese de campo, mediante sus habilidades de espadachín. Habilidades que, por otro lado, son dudosas. Castrucho no está en el ejército, pero quiere demostrar que sirve para él. Entra Don Héctor, al que engaña diciéndole que Don Álvaro se ha llevado a Fortuna, y justo después, tras irse el capitán, entra el sargento, al que le dice que Don Jorge se ha llevado a la prostituta.
Tras esto, entra en escena Lucrecia disfrazada de hombre, haciéndose llamar Beltrán (o Beltranico). Lucrecia llega a Roma con la intención de encontrar a un alférez que se hospedó en Milán, ciudad de la que procede ella, del que se enamoró. Castrucho al entablar conversación con ella pone en duda que sea un hombre. Lucrecia trata de convencerlo explicándole ciertas actitudes que supuestamente hace y que podrían considerarse «varoniles» en el contexto de la época, como el juego o las mujeres. No obstante, el juego que pone ella como ejemplo también hace sospechar a Castrucho, que dice que ese es juego de mujer. Finalmente acepta como cierta la identidad que ella simula y se convierte en su criada (o, más bien, criado). 
Salen Escobarillo y Lucrecia y entra Don Jorge. Castrucho se inventa que Don Héctor y Don Álvaro han acordado envenenar la comida del alférez para deshacerse de él, «advertencia» que él agradece y recompensa. Castrucho sale de escena y entran el sargento y el capitán, con lo que quedan los tres españoles solos. Comienza una pelea, dado que han creído el engaño propiciado por el rufián, que se detiene gracias a que Teodora interviene. Esta les explica la artimaña de Castrucho, así como que es él quien en realidad tiene consigo a la prostituta, con lo que los tres acuerdan matarlo.
Teodora, tras la marcha de los tres españoles, se encuentra con el general del ejército y Don Rodrigo. Engatusa al primero de ellos hablándole sobre lo bella que es Fortuna y le ofrece llevársela a su casa, proposición que él acepta.
Ya en la casa de Fortuna, ella se muestra interesada por Beltrán y le pide un beso. Justo en ese momento entra el alférez, que quiere ver a Fortuna y gozar de ella. Lucrecia, al ver a don Jorge, lo reconoce como el español del que se había enamorado y que venía a buscar. Teodora ordena a Fortuna irse con el alférez, suponiendo que Castrucho ya estará muerto. A escondidas, Fortuna y Beltrán se ponen de acuerdo para escapar antes de llegar a casa de don Jorge.
Tras salir Lucrecia, entran Don Héctor y Don Álvaro, que van hasta la casa de Fortuna pensando que tal vez antes que ellos hubiese ido Don Jorge. Teodora les baña con orina desde la ventana, y ambos salen corriendo tras entrar Castrucho. Teodora, que lo creía muerto, no quiere abrirle la puerta. Él insulta a la alcahueta y consigue que le deje entrar bajo la promesa de que le dará todo lo que ha ganado jugando. Sin embargo, el rufián, una vez que Teodora baja a abrirle, la apalea.

### Acto tercero
Escobarillo le pregunta a Beltrán qué ocurrió la noche anterior, dado que su ama volvió tarde a casa y contó que unos ladrones la habían asaltado y que lo habían matado. Beltrán le dice que Fortuna, para esquivar a Don Jorge, intentó mantener relaciones con él. Beltrán se fue excusándose, pero tardó tanto en volver que al final Fortuna tuvo que volver a casa sola. Beltrán, a raíz de esto, revela su sexo a Escobarillo, y este, a su vez, confiesa ser también una mujer, Brisena, que se vistió de hombre para buscar a su amado, Don Álvaro.
Don Rodrigo llega a la casa de Fortuna con el fin de llevarla a la del general, puesto que había quedado con ella. El maese de campo también quiere la compañía de Fortuna, y se plantea quedar con la prostituta después de la cita con el general. Teodora, por su parte, enseña a Fortuna cómo ha de comportarse con él para seducirlo y sacar provecho. Fortuna se prepara para encontrarse con el general, pero no puede dejar de pensar en Beltrán, creyendo que puede estar muerto por su culpa.
Al día siguiente, Castrucho, hablando con el alférez, acusa a Don Rodrigo de haberse llevado a Fortuna para encontrarse con el general. Le promete a Don Jorge dársela esa noche, pero nada más lejos de la realidad. Repite la promesa con Don Héctor y Don Álvaro, para intentar reconciliarse con ellos, al menos en apariencia. Pero evidentemente no tiene tres Fortunas para repartir. La manera en que Castrucho lo soluciona es disfrazando a Teodora, a la que mandará con Don Héctor, a Escobarillo, a quien mandará con Don Álvaro, y a Beltrán, al que mandará con Don Jorge.
En la casa del general este le promete a Fortuna que conseguirá que Castrucho, que la trajo a Italia porque le prometió casarse con ella, cumpla con su palabra. El maese de campo los interrumpe para avisar al general de una visita, con lo que aprovecha para insinuarse a Fortuna. Ella queda con él esa misma noche, con la condición, eso sí, de que le pague a Teodora, que es quien controla las citas de la muchacha. Un paje escucha la conversación que mantienen Don Rodrigo y Fortuna y se lo cuenta al general.
Fortuna vuelve a su casa con el maese de campo, que busca a la alcahueta para pagarle, pero Castrucho les dice que Teodora no está. El general rompe la posibilidad de un encuentro entre Fortuna y el maese haciendo sonar una alarma falsa que obliga a Don Rodrigo a marcharse antes de que ocurra nada entre ellos. Fortuna se queda a solas con Castrucho, que de nuevo ejerce la violencia contra ella, pero, gracias a la alarma, Don Álvaro, Don Jorge y Don Héctor pasan por ahí. Se muestran contentos ante Castrucho y afirman que pasaron una buena noche con la mujer que les proporcionó. No tarda en salir a la luz que la mujer de la que los tres creen que gozaron es la misma, por lo que descubren el engaño, cosa que los incita a matar al rufián. Este los acusa de sodomitas, puesto que cree que mantuvieron relaciones sexuales entre hombres, al desconocer que Escobarillo y Beltrán son mujeres en realidad. El capitán ordena traer a las tres mujeres que Castrucho les entregó y salen a la luz todas ellas. Lucrecia y Brisena no tienen más remedio que admitir su identidad y explican el motivo por el que se disfrazaron. Al descubrir que ellas estaban buscando a Don Jorge y Don Álvaro respectivamente, el general ordena que se casen con ellas, y así, de hecho, se hace. Casa, además, a Fortuna con Castrucho, como prometió, y a él lo nombra capitán de infantería, cosa que él venía persiguiendo, dado que quería demostrar sus habilidades de espadachín.

## Versificación
| Acto I   | Forma métrica        | Acto II  | Forma métrica                                     | Acto III | Forma métrica         |
| -------- | -------------------- | -------- | ------------------------------------------------- | -------- | --------------------- |
| 1-154    | Octavas reales       | 1-45     | Endecasílabos sueltos                             | 1-128    | Redondillas           |
| 155-246  | Redondillas          | 46-265   | Redondillas                                       | 129-216  | Tercetos encadenados  |
| 247-348  | Liras                | 266-273  | Octavas reales                                    | 217-527  | Redondillas           |
| 349-478  | Coplas reales        | 274-289  | Redondillas                                       | 528-539  | Endecasílabos sueltos |
| 479-484  | Quintillas           | 290-399  | Coplas reales                                     | 540-569  | Coplas reales         |
| 485-742  | Coplas reales        | 400-409  | Quintillas                                        | 570-579  | Quintillas            |
| 743- 777 | Quintillas           | 410-497  | Octavas reales                                    | 580-589  | Copla real            |
| 778-787  | Copla real           | 498-527  | Coplas reales                                     | 590-597  | Octava real           |
| 788-797  | Quintillas           | 528-567  | Quintillas                                        | 598-617  | Coplas reales         |
| 798-837  | Coplas reales        | 568-574  | Octava real                                       | 618-622  | Quintilla             |
| 838-867  | Quintillas           | 575-595  | Coplas reales                                     | 623-632  | Copla real            |
| 868-928  | Tercetos encadenados | 596-600  | Quintillas                                        | 633-638  | Quintilla             |
| 929-992  | Redondillas          | 601-630  | Coplas reales                                     | 639-648  | Copla real            |
| -        | -                    | 631-635  | Quintillas                                        | 649-675  | Endecasílabos sueltos |
| -        | -                    | 636-711  | Coplas reales                                     | 676-847  | Redondillas           |
| -        | -                    | 712-716  | Quintillas                                        | 848-927  | Octavas reales        |
| -        | -                    | 717-726  | Copla real                                        | -        | -                     |
| -        | -                    | 727-742  | Tercetos encadenados                              | -        | -                     |
| -        | -                    | 743-747  | Quintilla                                         | -        | -                     |
| -        | -                    | 748-757  | Copla real                                        | -        | -                     |
| -        | -                    | 758-777  | Quintillas                                        | -        | -                     |
| -        | -                    | 778-787  | Copla real                                        | -        | -                     |
| -        | -                    | 788-807  | Quintillas                                        | -        | -                     |
| -        | -                    | 808-836  | Coplas reales                                     | -        | -                     |
| -        | -                    | 837-851  | Quintillas                                        | -        | -                     |
| -        | -                    | 852-861  | Copla real                                        | -        | -                     |
| -        | -                    | 862-876  | Quintillas                                        | -        | -                     |
| -        | -                    | 877-886  | Coplas reales                                     | -        | -                     |
| -        | -                    | 887-892  | Quintillas                                        | -        | -                     |
| -        | -                    | 893-1061 | Versos octosílabos, de pie quebrado, rima pareada | -        | -                     |

La obra tendría por tanto un cómputo total de 2980 versos.

## Principales ediciones
- 1837: Vega Carpio, Lope de. El rufián Castrucho: comedia en tres actos de Lope de Vega Carpio. Madrid: Librerías de don José Alegría.
- 1916-1930: Cotarelo, E. et al. (eds.). Obras de Lope de Vega publicadas por la Real Academia Española, vol. VI. Madrid: RAE.
- 1983: Ebersole, Alva V. de (eds.). El galán Castrucho de Lope de Vega Carpio. Valencia: Albatros.
- 1993: Cuenca Muñoz, Paloma y Gómez, Jesús. El teatro de Lope de Vega. Madrid: Turner-Fundación Castro.
- 1997: PROLOPE. Blecua, Alberto y Serés, Gillermo (eds.). Comedias de Lope de Vega, vol. IV. Lérida: Milenio-Universitat Autònoma de Barcelona.
- 2000: Doménech, Fernando (eds.). El rufián Castrucho. Madrid: Fundamentos.